# 房総
房総（ぼうそう）とは、令制国の安房国・上総国・下総国をあわせた地域の呼称で房総三国とも称するが、現在では主に千葉県の房総半島地域を指すことが多い。

## 房総三国
『古語拾遺』によれば、神武東征において畝傍山の麓に橿原宮を造営した天富命が、阿波国に続いて開拓した地が総国とされ、のちに南東側の上総国、北西側の下総国に分立した。南が「上」であるのは、西国からの移住や開拓が黒潮にのって太平洋側から進められたためである。ちなみに千葉県太平洋側の地名の一部が、現在の徳島県や和歌山県（一部伊豆半島も含む）にも共通して見られるのはその移住の名残である。さらにその後、上総国から安房国が分立し、令制国としての房総三国が成立した。
令制国の房総三国は、隅田川以東、鬼怒川（香取海）以西の領域である。旧安房・上総は全域が現在の千葉県に属しているが、下総は千葉県・東京都・埼玉県・茨城県の各一部を含んでいる。

## 現代の通称地名としての「房総」
本来の房総の範囲は千葉県に限定されるわけではないが、房総三国の大半が千葉県に属している現在、千葉県以外の地域を房総と呼ぶことはほとんどなく「房総」は千葉県のみを指す。
特に観光ガイド等で「千葉県の房総エリア」などと称する場合は県中部〜南部を指していることが多く、観光ガイドのみならず、吉田東伍著『大日本地名辞書』「上総国」でも、「されば山武郡（旧の山辺武射）は上総の管内とするも、地形は全く下総に入り、房総半島に係らずと知るべし」としており上総国北部は「房総半島」に含まれないとするニュアンスがうかがえ、明治時代から南房総のみを房総や房総半島とする例もみられた。

## 南房総
房総半島南部を意味する言葉として「南房総」がある。首都圏の観光地として著名な地域であり、観光などの文脈では南房総のみを単に房総ということも多い。一部は南房総国定公園の公園区域をなし、平成の大合併の際には南房総市が成立した。ちなみに同市の領域は全域が旧安房国で、旧上総国を含まない。
国土交通省は半島振興計画（地方振興計画の一種）の対象として「南房総地域」を規定している。この規定によれば南房総地域は富津岬と太東岬を結ぶ線以南の地域で、6市3町（富津市、鋸南町、南房総市、館山市、鴨川市、大多喜町、勝浦市、御宿町、いすみ市）を含む。

## 外房・内房
房総半島の南端付近を境に、太平洋側を外房（そとぼう）、東京湾側を内房（うちぼう）と呼ぶ。
「そとぼう・うちぼう」は湯桶読みであり、「がいぼう・ないぼう」が正しい読み方である。例えば国鉄時代にあった準急列車「外房」「内房」は1965年（昭和40年）まで「がいぼう」「ないぼう」と読んでいたが、房総東線・房総西線が外房線（そとぼうせん）・内房線（うちぼうせん）に改称されたのは1972年（昭和47年）である。
字義は「房州の外側・内側」ととれるが、定義によっては旧上総国の海岸部も外房・内房に含むことがあり、「房総半島の外側・内側」とも解釈できる。たとえば気象庁の津波予報区では、野島崎（旧安房国）から富津岬（旧上総国）までが「千葉県内房」である。外房・内房の境は洲崎とする場合も多い。